# Rybin
Rybin – wieś w Polsce położona w województwie wielkopolskim, w powiecie ostrzeszowskim, w gminie Kobyla Góra.
W latach 1975–1998 miejscowość administracyjnie należała do województwa kaliskiego.
W okresie międzywojennym w miejscowości stacjonowała placówka Straży Granicznej I linii „Rybin”.
Zobacz też: Rybina, Rybiny